# Faime Jurno
Faime Jurno, née le 28 février 1951 à Berlin-Ouest (Allemagne de l'Ouest), est une actrice et mannequin soviétique puis estonienne.

## Biographie

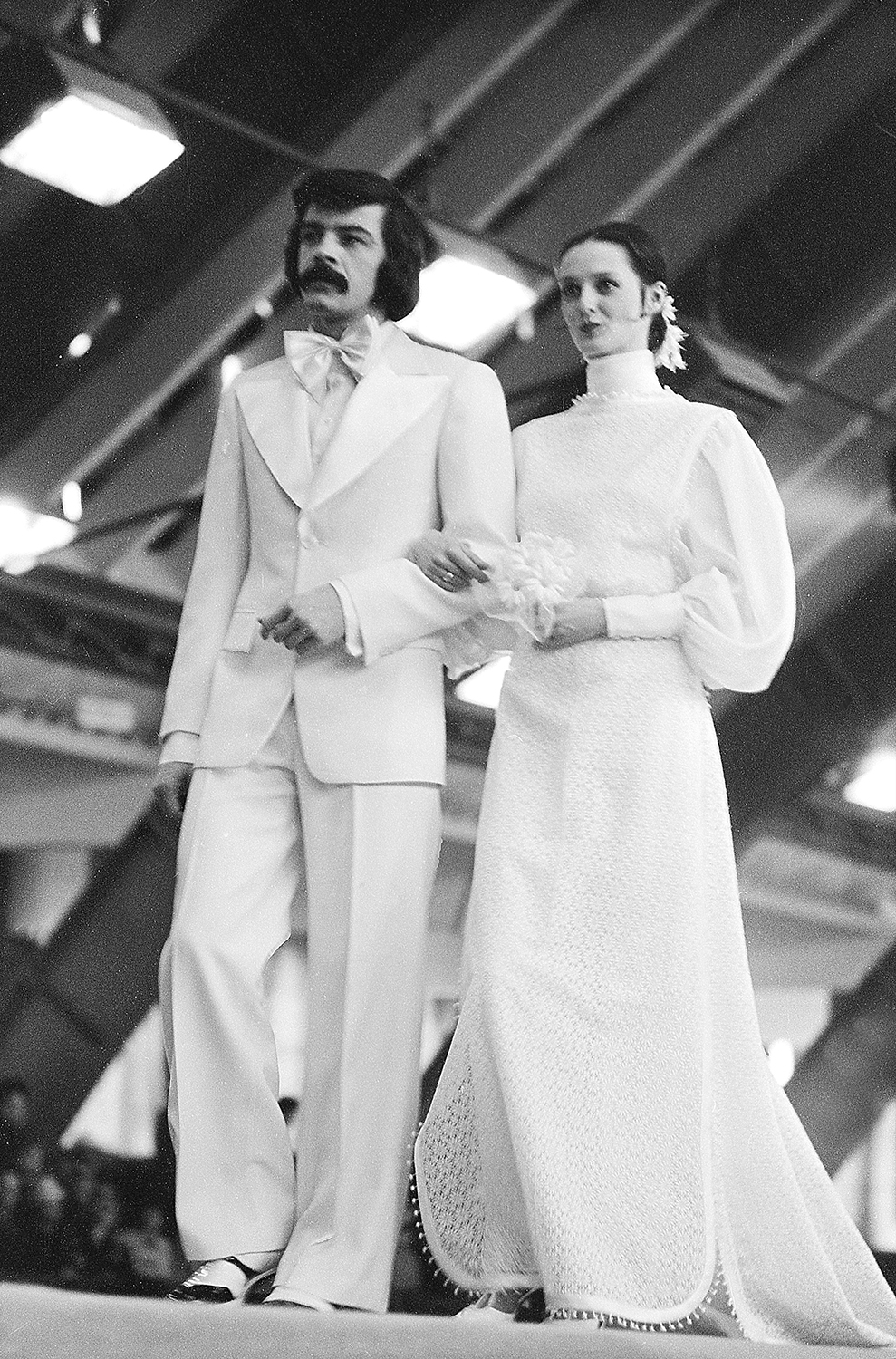
Mati Sõstar et Faime Jurno dans un défilé de mode à la Salle de sport de Kalev en 1974.

Sa mère, Meeta Sprenk, a épousé un soldat allemand en 1944 et s'est rendue en Allemagne avec son mari avant la fin de la deuxième occupation allemande de l'Estonie. Le jeune couple s'est installé en Bavière, mais s'est séparé et Meeta s'est installée à Berlin.
Meeta et un Allemand de la région, Hans Prehn, ont eu une fille, Faime, à Berlin-Ouest en février 1951. La mère et la fille sont rentrées en URSS en 1957 et s'installe à Tallinn. Faime n'a pas revu son père avant 1978. La rencontre, organisée au préalable, a lieu à Stockholm, en Suède, alors que Faime est en voyage à l'étranger.
Alors qu'elle est encore en 9e année d'école secondaire, elle commence à participer aux défilés de mode de la Tallinna Moemaja (et).
En 1969, elle est diplômée de l'école générale n° 1 de Tallinn (aujourd'hui lycée Gustav Adolf (et)).
Plus tard, elle participe à des défilés de mode sur les podiums de Moscou. Dans les années 1970 et 1980, ses photos ont été publiées dans le magazine de mode Siluett, édité par la Tallinna Moemaja, où elle a travaillé comme mannequin jusqu'à sa fermeture en 1992.
L'actrice est devenue célèbre dans tout le pays en 1974 lorsqu'elle a joué le rôle de Lady Camilla dans le film Meurtre à l'anglaise.
De 1974 à 1983, elle est apparue dans un certain nombre de films.

## Filmographie
- 1970 : Kolme katku vahel (et) (téléfilm)
- 1971 : Rikas anne (documentaire)
- 1971 : Siin kulgeb piir (Здесь проходит граница, mini-série, Uzbekfilm)
- 1972 : Verekivi (et)
- 1974 : Colas Breugnon (téléfilm musical)
- 1974 : Meurtre à l'anglaise (Чисто английское убийство) de Samson Samsonov[5]
- 1975 : Le Variant Omega (ru) (Вариант «Омега») d'Antonis Vogiazos[6]
- 1976 : Siin kulgeb piir (Здесь проходит граница)
- 1976 : Lugulaul Sijavušist (Сказание о Сиявуше, Tadjikfilm)
- 1979 : L'Enquête du pilote Pirx (Дознание пилота Пиркса) de Marek Piestrak[5]
- 1979 : Stalker (Сталкер) d'Andreï Tarkovski
- 1979 : Trois hommes dans un bateau, sans compter le chien (ru) (Трое в лодке, не считая собаки) de Naoum Birman (ru)